# Kranj
Kranj (IPA: [kraːn], németül: Krainburg IPA: [ˈkʁaenbʊʁk]) város Szlovéniában és egyben a 11 szlovén városi község (mestna občina) egyikének, Kranj városi községnek a székhelye. Lakosainak száma 51 225 fő (2002).

## Fekvése

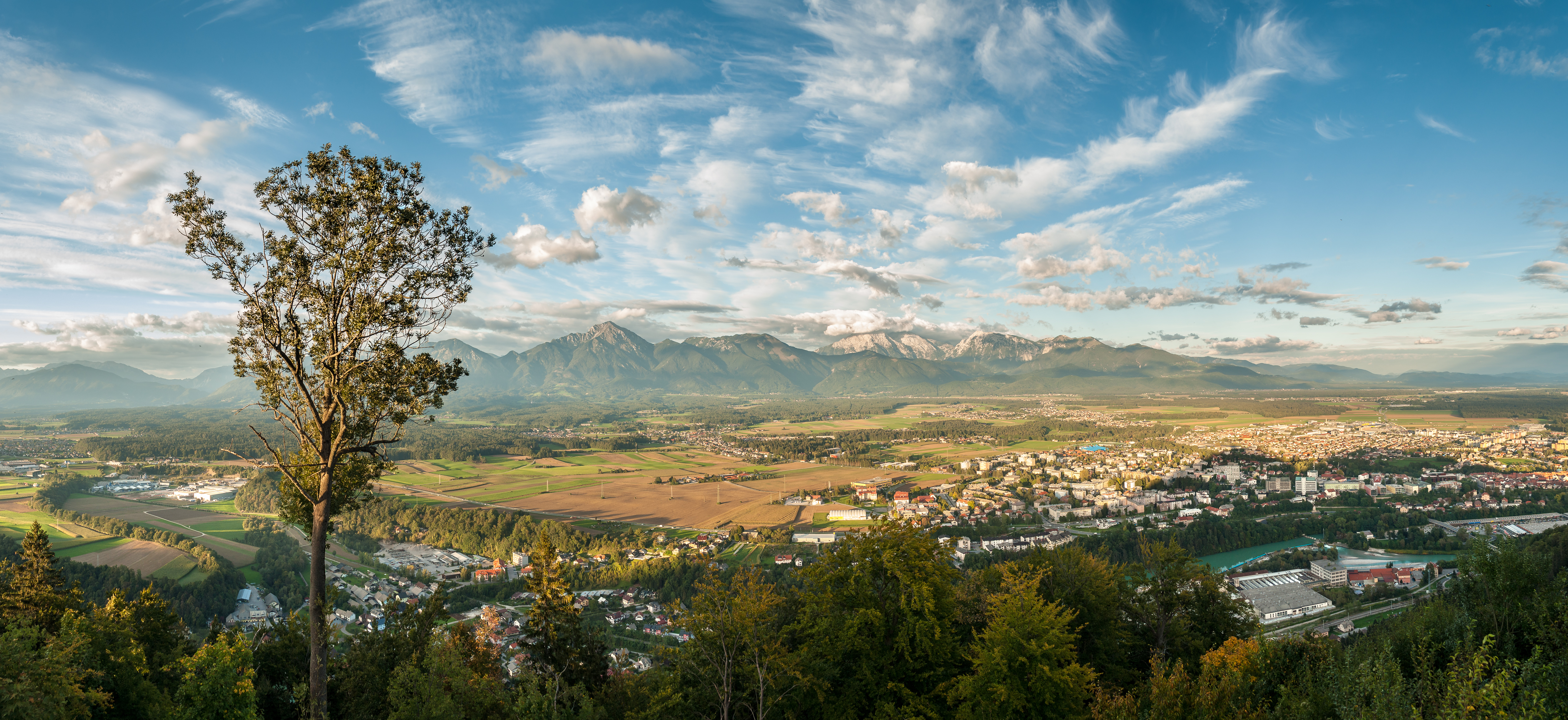
Kranji panoráma

A város Ljubljanától 20 km-re északra, a Karavankák, Kamniki-Alpok és a Júliai-Alpok közötti síkságon fekszik 646 m-es tengerszint feletti magasságban. A Kokra folyó Szávába való torkolatánál található.

## Történet
Először  az 5. században említik Carnium néven mikor is a longobárdok tulajdonában van. A szlávok a 7. században telepednek le e területen.
1000 körül Carniola grófság központja.  1256-ban  városként említik egy adománylevélben.
A 15. században a Cillei grófok, majd a Habsburgok tulajdonába kerül. Az első világháború után az Szerb-Horvát-Szlovén Királyság, majd Jugoszlávia része.

## Egyéb
- Jelentős elektronikai (Iskra) és gumiipara (Sava).
- Itt hunyt el France Prešeren a legjelentősebb szlovén költő (1849).

## Testvértelepülések
- Amberg, Németország
- Bad Eisenkappel, Ausztria
- Bitola, Macedónia
- Banja Luka, Bosznia-Hercegovina
- Eszék, Horvátország
- Herceg Novi, Montenegró
- Kotor-Varoš, Bosznia-Hercegovina
- La Ciotat, Franciaország
- Oldham, Egyesült Királyság, Anglia
- Póla, Horvátország
- Rivoli, Olaszország
- Singen, Németország
- Újvidék, Szerbia
- Villach, Ausztria
- Zenica, Bosznia-Hercegovina
- Zenta, Szerbia
- Zimony, Szerbia